# Poliglicilacija
Poliglicilacija je forma posttranslacione modifikacije karboksilnog terminalnog regiona glutamatnog ostatka tubulina u pojedinim mikrotubulama (npr., aksonemalnim). Originalno je otkrivena u paramecijumskom rodu trepljara, i kasnije je pokazano da je isto tako prisutna u neuronima sisara.